# Deutsches Museum für Schwarze Unterhaltung und Black Music

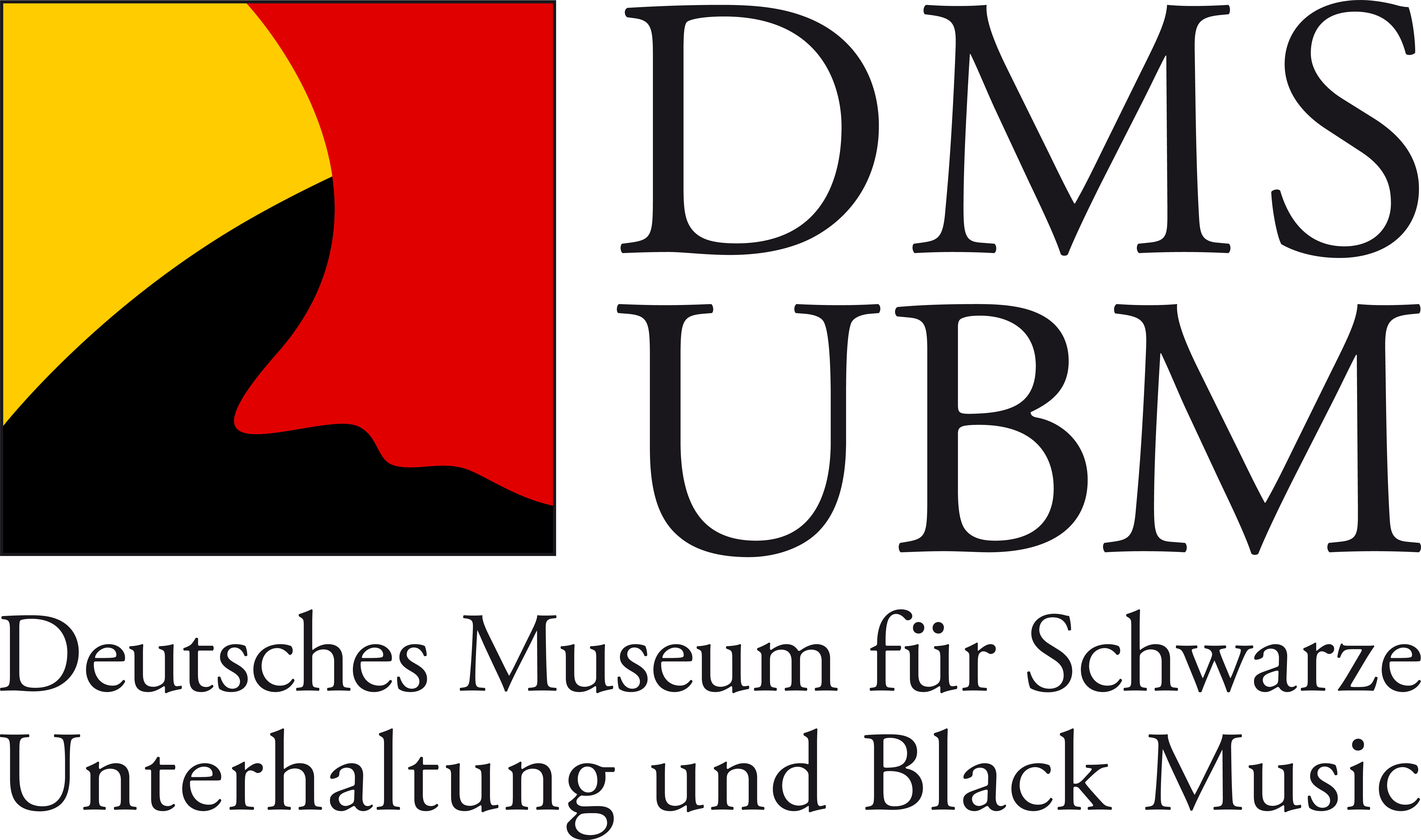
Logo des Deutschen Museums für Schwarze Unterhaltung und Black Music

Das Deutsche Museum für Schwarze Unterhaltung und Black Music (DMSUBM) ist eine 2020 gegründete Wanderausstellung, die eine Sammlung für afrodeutsche Kultur, Popularmusik und Geschichte zeigt. Die Sammlung enthält unter anderem Schallplatten, Magazine und Autogramme.

## Gründung und Ausstellungen
Die Sammlung wurde zuerst 2020 im Frankfurter Museum Angewandte Kunst gezeigt, später auch im Hebbel am Ufer Berlin, in der Hamburger Mönckebergstraße und im Wiener Belvedere 21. Gegründet wurde das Museum im Jahr 2020 von Joana Tischkau, Anta Helena Recke, Elisabeth Hampe und Frieder Blume. Für die Präsentation der Sammlung kooperiert das DMSUBM mit Institutionen wie dem Museum Angewandte Kunst in Frankfurt am Main, Theatern wie dem Künstlerhaus Mousonturm und dem Hebbel am Ufer.

## Sammlung
Das Deutsche Museum für Schwarze Unterhaltung und Black Music versammelt Künstlerinnen und Künstler verschiedener Disziplinen. Die Sammlung umfasst die Jahre 1923 bis 2005. Der zeitliche Rahmen verweist mit dem Jahr 1923 auf das Geburtsjahr eines frühen Stars der Schwarzen deutschen Unterhaltung: der Trompeter und Schlagersänger Billy Mo. Mit dem Anfang der 2000er endet die Sammlung zu einer Zeit, in der es mit den sozialen Medien und dem Internet vermehrt selbstbestimmte Ausdrucksmöglichkeiten für Künstler und Künstlerinnen gab. Damit markiert die Sammlung einen Zeitraum, in der die Karrieren afrodeutscher Künstlerinnen und Künstler vorwiegend durch zumeist weiße Manager und Produzentinnen bestimmt wurden. Die Exponate des Museums zeigen, wie Schwarze deutsche Künstler rassistischen Diskriminierungen ausgesetzt waren, anders als ihre weißen Kolleginnen und Kollegen: So wurde etwa Roberto Blanco in den 1970er Jahren dafür kritisiert, dass er kein akzentfreies Deutsch spreche. Was Blanco wiederum mit einem Verweis auf den weißen Moderator Rudi Carrell abtat, dessen Akzent keinen Anstoß fand. Zugleich zeigt die Sammlung des Museums, dass das Schwarz-Sein der Künstlerinnen und Künstler oftmals auf exotisierende Weise als Alleinstellungsmerkmal in der größtenteils weißen deutschen Medienlandschaft betont wurde.
Das Material der Sammlung ist teils angekauft, besteht aber auch aus Schenkungen und Leihgaben. Es gibt eine umfangreiche Plattensammlung Schwarzer deutscher Populärmusik von Schlagersängern wie Roberto Blanco oder Randolph Rose, frühen Hip-Hop-Crews wie Advanced Chemistry oder der Fresh Familee oder aber den ersten deutschen Casting-Bands wie die No Angels oder Bro’Sis. Neben Musik macht Fernsehunterhaltung einen weiteren wichtigen Aspekt der Sammlung aus. Sie zeigt Requisiten aus Talkshows wie Ricky! von Ricky Harris oder Arabella von Arabella Kiesbauer sowie Autogrammkarten von Moderatorinnen wie Milka Loff Fernandes oder Mola Adebisi.

## Rezeption
Die Eröffnung des Museums für Schwarze Unterhaltung und Black Music im August 2020 bekam mediale Aufmerksamkeit, weil es sich um das bis jetzt umfassendste Archiv Schwarzer Deutscher Künstlerinnen und Künstler sowie Personen des öffentlichen Lebens handelt.
Stefan Michalzik beschrieb in der Frankfurter Rundschau die Ausstellung der Sammlung als „Temporär, aber dauerhaft notwendig“ und „unbedingt sehenswerte Arbeit“. Die Kunstzeitschrift Contemporary& beschreibt das temporäre Museum als „lebendigen Ort der Vermittlung und Diskussion von Schwarzer Geschichte“. Im Medienecho zur Ausstellung wird auch immer wieder dessen politische Relevanz betont. „Schwarze deutsche Künstler bekommen [...] nicht den Platz, den sie verdienen“, heißt es beispielsweise in einem Beitrag über das DMSUBM des WDR 5. Entsprechend hält Mathias Dell auf Zeit Online fest, dass es bei dem Projekt darum gehen würde, „die verstreuten Artefakte einer schwarzen deutschen Popkulturgeschichte zusammenzutragen.“